# Mike Lee (politico)
Michael Shumway Lee, detto Mike (Mesa, 4 giugno 1971), è un politico e avvocato statunitense, senatore per lo stato dello Utah dal 2011.

## Biografia
Nato in Arizona in una famiglia molto attiva in politica (è cugino di Mark Udall, Tom Udall e Gordon Smith), Lee si trasferì nello Utah da piccolo. Suo padre Rex era un funzionario del Dipartimento di Giustizia sotto le amministrazioni Ford e Reagan. Dopo aver studiato scienze politiche alla Brigham Young University, Lee si laureò in legge e lavorò come avvocato e consulente legale.
Nel 2010 si candidò al Senato con il Partito Repubblicano, riuscendo a sconfiggere nelle primarie il senatore in carica Bob Bennett. Lee vinse di misura il ballottaggio delle primarie contro Tim Bridgewater e successivamente si aggiudicò facilmente le elezioni generali. Considerato un repubblicano molto conservatore e vicino al Tea Party, è sposato con Sharon Burr, con la quale ha concepito tre figli.